# Al-hammar
Al-hammar est un lac salé des plaines de basse Mésopotamie.
Sa superficie varie de 600 à 1300 km², sa profondeur varie de 1.8m en hiver à 3 mètres en été. Il fait partie d'une zone humide qui est un des lieux de rencontres d'oiseaux du Moyen-Orient, pourtant son existence est menacée.
Les habitants sont des Arabes des marais, certains habitent sur des villages flottants.